# Bundestagswahlkreis Duisburg I
Der Wahlkreis Duisburg I (Wahlkreis 114; bis zur Bundestagswahl 2021 Wahlkreis 115) ist ein Bundestagswahlkreis in Nordrhein-Westfalen. Er umfasst den Süden der kreisfreien Stadt Duisburg mit den Stadtbezirken Rheinhausen und Süd sowie dem Stadtbezirk Mitte ohne den Stadtteil Duissern.

## Wahlkreisgeschichte
Zur Bundestagswahl 1980 wurde der Zuschnitt des Wahlkreises erheblich verändert. Der Wahlkreis umfasst seitdem den Süden der Stadt Duisburg.
| Wahl      | Wahlkreisname  | Gebiet                                                                           |
| --------- | -------------- | -------------------------------------------------------------------------------- |
| 1949–1961 | 92 Duisburg I  | Von Duisburg das Gebiet nördlich der Ruhr außer den Stadtteilen Laar und Ruhrort |
| 1965–1976 | 90 Duisburg I  | Von Duisburg das Gebiet nördlich der Ruhr                                        |
| 1980–1998 | 84 Duisburg I  | Stadtbezirke Mitte, Rheinhausen und Süd                                          |
| 2002–2009 | 116 Duisburg I | Stadtbezirke Mitte, Rheinhausen und Süd                                          |
| 2013–2021 | 115 Duisburg I | Stadtbezirke Rheinhausen und Süd, Stadtbezirk Mitte ohne den Stadtteil Duissern  |
| 2025–     | 114 Duisburg I | Stadtbezirke Rheinhausen und Süd, Stadtbezirk Mitte ohne den Stadtteil Duissern  |

## Wahlkreisabgeordnete
| Wahl | Abgeordneter | Abgeordneter        | Partei | Stimmen in % |
| ---- | ------------ | ------------------- | ------ | ------------ |
| 1949 |              | Eberhard Brünen     | SPD    | 39,6         |
| 1953 |              | Leo Storm           | CDU    | 44,0         |
| 1957 | 48,8         | Leo Storm           | CDU    |              |
| 1961 |              | Eberhard Brünen     | SPD    | 49,8         |
| 1965 | 56,8         | Eberhard Brünen     | SPD    |              |
| 1969 | 61,3         | Eberhard Brünen     | SPD    |              |
| 1972 |              | Günter Schluckebier | SPD    | 70,0         |
| 1976 | 66,3         | Günter Schluckebier | SPD    |              |
| 1980 |              | Helmut Wieczorek    | SPD    | 59,4         |
| 1983 | 56,7         | Helmut Wieczorek    | SPD    |              |
| 1987 | 57,3         | Helmut Wieczorek    | SPD    |              |
| 1990 | 54,7         | Helmut Wieczorek    | SPD    |              |
| 1994 | 56,9         | Helmut Wieczorek    | SPD    |              |
| 1998 | 61,0         | Helmut Wieczorek    | SPD    |              |
| 2002 |              | Petra Weis          | SPD    | 57,7         |
| 2005 | 55,9         | Petra Weis          | SPD    |              |
| 2009 |              | Bärbel Bas          | SPD    | 42,2         |
| 2013 | 46,6         | Bärbel Bas          | SPD    |              |
| 2017 | 38,3         | Bärbel Bas          | SPD    |              |
| 2021 | 40,3         | Bärbel Bas          | SPD    |              |
| 2025 | 39,0         | Bärbel Bas          | SPD    |              |

## Wahlergebnisse

### Bundestagswahl 2025
| Kandidaten                                             | Kandidaten              | Parteien/Listen       | Erststimmen | Erststimmen | Zweitstimmen | Zweitstimmen |
| Kandidaten                                             | Kandidaten              | Parteien/Listen       | Stimmen     | %           | Stimmen      | %            |
| ------------------------------------------------------ | ----------------------- | --------------------- | ----------- | ----------- | ------------ | ------------ |
|                                                        | Bärbel Basgewählt im WK | SPD                   | 49.116      | 39,0        | 32.468       | 25,7         |
|                                                        | Dennis Benjamin Schleß  | CDU                   | 27.748      | 22,0        | 28.994       | 23,0         |
|                                                        | Lamya Kaddor            | Bündnis 90/Die Grünen | 9.830       | 7,8         | 13.470       | 10,7         |
|                                                        | Sven Benentreu          | FDP                   | 3.081       | 2,4         | 4.228        | 3,3          |
|                                                        | Alan Daniel Imamura     | AfD                   | 22.224      | 17,7        | 21.867       | 17,3         |
|                                                        | Mirze Edis              | Die Linke             | 10.805      | 8,6         | 13.149       | 10,4         |
|                                                        | Philipp Martin Sengpiel | Freie Wähler          | 1.378       | 1,1         | 582          | 0,5          |
|                                                        | –                       | Tierschutzpartei      | –           | –           | 2.083        | 1,6          |
|                                                        | –                       | dieBasis              | –           | –           | 267          | 0,2          |
|                                                        | –                       | Die PARTEI            | –           | –           | 882          | 0,7          |
|                                                        | –                       | Todenhöfer            | –           | –           | 455          | 0,4          |
|                                                        | Britta Söntgerath       | Volt                  | 1.389       | 1,1         | 755          | 0,6          |
|                                                        | Quo Chir Luong          | MLPD                  | 302         | 0,2         | 118          | 0,1          |
|                                                        | –                       | PdF                   | –           | –           | 260          | 0,2          |
|                                                        | –                       | Bündnis Deutschland   | –           | –           | 153          | 0,1          |
|                                                        | –                       | BSW                   | –           | –           | 6.412        | 5,1          |
|                                                        | –                       | MERA25                | –           | –           | 102          | 0,1          |
|                                                        | –                       | WerteUnion            | –           | –           | 63           | 0,0          |
| Gesamt                                                 | Gesamt                  | Gesamt                | 125.873     | 100         | 126.308      | 100          |
|                                                        |                         |                       |             |             |              |              |
| Ungültige Stimmen                                      | Ungültige Stimmen       | Ungültige Stimmen     | 1.297       | 1,0         | 862          | 0,7          |
| Wähler                                                 | Wähler                  | Wähler                | 127.170     | 79,5        | 127.170      | 79,5         |
| Wahlberechtigte                                        | Wahlberechtigte         | Wahlberechtigte       | 159.961     |             | 159.961      |              |
|                                                        |                         |                       |             |             |              |              |
| Quellen: Die Bundeswahlleiterin, Kandidaten – Ergebnis |                         |                       |             |             |              |              |

### Bundestagswahl 2021
Tierschutzpartei: 1,8
| Kandidaten                                            | Kandidaten              | Parteien/Listen      | Erststimmen | Erststimmen | Zweitstimmen | Zweitstimmen |
| Kandidaten                                            | Kandidaten              | Parteien/Listen      | Stimmen     | %           | Stimmen      | %            |
| ----------------------------------------------------- | ----------------------- | -------------------- | ----------- | ----------- | ------------ | ------------ |
|                                                       | Thomas Mahlberg         | CDU                  | 24.299      | 20,7        | 23.166       | 19,7         |
|                                                       | Bärbel Basgewählt im WK | SPD                  | 47.314      | 40,3        | 41.308       | 35,1         |
|                                                       | Charline Kappes         | FDP                  | 8.203       | 7,0         | 10.593       | 9,0          |
|                                                       | Sascha Lensing          | AfD                  | 11.101      | 9,5         | 9.802        | 8,3          |
|                                                       | Lamya Kaddor            | GRÜNE                | 16.777      | 14,3        | 17.912       | 15,2         |
|                                                       | Mirze Edis              | DIE LINKE            | 5.500       | 4,7         | 5.580        | 4,7          |
|                                                       | –                       | Die PARTEI           | –           | –           | 1.482        | 1,3          |
|                                                       | –                       | Tierschutzpartei     | –           | –           | 2.135        | 1,8          |
|                                                       | –                       | PIRATEN              | –           | –           | 487          | 0,4          |
|                                                       | Jan Luca Richter        | FREIE WÄHLER         | 1.470       | 1,3         | 780          | 0,7          |
|                                                       | –                       | NPD                  | –           | –           | 149          | 0,1          |
|                                                       | –                       | ÖDP                  | –           | –           | 79           | 0,1          |
|                                                       | –                       | V-Partei³            | –           | –           | 112          | 0,1          |
|                                                       | –                       | Gesundheitsforschung | –           | –           | 156          | 0,1          |
|                                                       | Günther Bittel          | MLPD                 | 489         | 0,4         | 148          | 0,1          |
|                                                       | –                       | Die Humanisten       | –           | –           | 128          | 0,1          |
|                                                       | –                       | DKP                  | –           | –           | 46           | 0,0          |
|                                                       | –                       | SGP                  | –           | –           | 22           | 0,0          |
|                                                       | Felix Engelke           | dieBasis             | 1.395       | 1,2         | 1.081        | 0,9          |
|                                                       | –                       | Bündnis C            | –           | –           | 75           | 0,1          |
|                                                       | –                       | du.                  | –           | –           | 79           | 0,1          |
|                                                       | –                       | LIEBE                | –           | –           | 158          | 0,1          |
|                                                       | –                       | LKR                  | –           | –           | 28           | 0,0          |
|                                                       | –                       | PdF                  | –           | –           | 35           | 0,0          |
|                                                       | –                       | LfK                  | –           | –           | 142          | 0,1          |
|                                                       | –                       | Team Todenhöfer      | –           | –           | 1.603        | 1,4          |
|                                                       | –                       | Volt                 | –           | –           | 308          | 0,3          |
|                                                       | Boris Opfer             | Einzelbewerber (DU1) | 321         | 0,3         | –            | –            |
|                                                       | Fatma Ergin             | Einzelbewerber       | 411         | 0,4         | –            | –            |
| Gesamt                                                | Gesamt                  | Gesamt               | 117.280     | 100         | 117.594      | 100          |
|                                                       |                         |                      |             |             |              |              |
| Ungültige Stimmen                                     | Ungültige Stimmen       | Ungültige Stimmen    | 1.320       | 1,1         | 1.006        | 0,8          |
| Wähler                                                | Wähler                  | Wähler               | 118.600     | 72,6        | 118.600      | 72,6         |
| Wahlberechtigte                                       | Wahlberechtigte         | Wahlberechtigte      | 163.394     |             | 163.394      |              |
|                                                       |                         |                      |             |             |              |              |
| Quellen: Die Bundeswahlleiterin, Kandidaten – Stimmen |                         |                      |             |             |              |              |

### Bundestagswahl 2017
Amtliches Ergebnis der Bundestagswahl 2017:
| Direktkandidat              | Partei                | Erststimmen in % | Zweitstimmen in % |
| --------------------------- | --------------------- | ---------------- | ----------------- |
| Thomas Mahlberg             | CDU                   | 28,7             | 25,7              |
| Bärbel Bas                  | SPD                   | 38,3             | 31,7              |
| Anna von Spiczak‐Brzezinski | Bündnis 90/Die Grünen | 5,6              | 6,6               |
| Özden Ateş                  | Die Linke             | 6,9              | 8,7               |
| Carlos Gebauer              | FDP                   | 7,0              | 10,4              |
| Guido Krebber               | AfD                   | 11,5             | 11,3              |
| Christel Hopf               | PIRATEN               | 1,7              | 0,6               |
| -                           | NPD                   | -                | 0,4               |
| -                           | Die PARTEI            | -                | 1,1               |
| -                           | Freie Wähler          | -                | 0,2               |
| -                           | Volksabstimmung       | -                | 0,1               |
| -                           | ÖDP                   | -                | 0,1               |
| Günther Bittel              | MLPD                  | 0,4              | 0,2               |
| -                           | SGP                   | -                | 0,0               |
| -                           | AD‐Demokraten         | -                | 1,3               |
| -                           | BGE                   | -                | 0,1               |
| -                           | DiB                   | -                | 0,1               |
| -                           | DKP                   | -                | 0,0               |
| -                           | DM                    | -                | 0,1               |
| -                           | Die Humanisten        | -                | 0,1               |
| -                           | Gesundheitsforschung  | -                | 0,1               |
| -                           | Tierschutzpartei      | -                | 0,9               |
| -                           | V‐Partei³             | -                | 0,1               |

### Bundestagswahl 2013
Amtliches Ergebnis der Bundestagswahl 2013:
| Direktkandidat            | Partei                | Erststimmen in % | Zweitstimmen in % |
| ------------------------- | --------------------- | ---------------- | ----------------- |
| Thomas Mahlberg           | CDU                   | 32,2             | 30,0              |
| Bärbel Bas                | SPD                   | 46,6             | 39,2              |
| Jörg Löbe                 | FDP                   | 1,6              | 3,4               |
| Anna von Spiczak          | Bündnis 90/Die Grünen | 5,1              | 6,9               |
| Marc Mulia                | Die Linke.            | 7,4              | 7,9               |
| Rainer Kolb               | PIRATEN               | 3,3              | 2,4               |
| Karl Wilhelm Hubert Weise | NPD                   | 3,9              | 2,3               |
| -                         | AfD                   | -                | 5,2               |
| -                         | Sonstige              | -                | 2,8               |

### Bundestagswahl 2009
| Direktkandidat   | Partei                | Erststimmen in % | Zweitstimmen in % | Bundestagswahl 2005 Zweitstimmen in % |
| ---------------- | --------------------- | ---------------- | ----------------- | ------------------------------------- |
| Bärbel Bas       | SPD                   | 42,2             | 36,3              | 49,9                                  |
| Thomas Mahlberg  | CDU                   | 31,6             | 26,6              | 24,4                                  |
| Frank Albrecht   | FDP                   | 5,9              | 10,0              | 6,7                                   |
| Reiner Neumann   | Bündnis 90/Die Grünen | 7,7              | 9,6               | 8,3                                   |
| Marc Mulia       | Die Linke             | 10,5             | 11,6              | 7,3                                   |
| –                | REP                   | –                | 0,5               | 0,4                                   |
| –                | Die Tierschutzpartei  | –                | 0,8               | 0,6                                   |
| Roswitha Theißen | NPD                   | 1,7              | 1,2               | 0,9                                   |
| -                | Familie               | -                | 0,5               | 0,6                                   |
| –                | PIRATEN               | –                | 1,8               | -                                     |
| –                | RENTNER               | –                | 0,4               | -                                     |
| –                | Zentrum               | –                | 0,1               | 0,0                                   |
| –                | BüSo                  | –                | 0,0               | 0,0                                   |
| –                | Volksabstimmung       | –                | 0,1               | 0,1                                   |
| –                | MLPD                  | –                | 0,1               | 0,1                                   |
| –                | PSG                   | –                | 0,0               | 0,0                                   |
| –                | ödp                   | –                | 0,1               | -                                     |
| –                | DVU                   | –                | 0,1               | -                                     |